# Ocskay Kornél

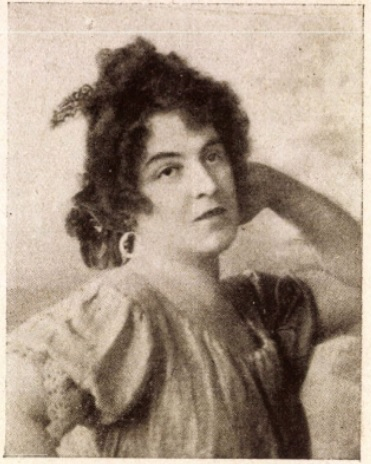
Ocskay Kornélné, Hilbert Janka színésznő. portréja a Magyar színművészeti lexikonban (1930)

Ocskay Kornél Mihály (Szeged, 1885. december 9. – Budapest, 1963. augusztus 12.) magyar operaénekes (tenor), színész. Ocskay Mihály operaénekes testvére.

## Életpályája
Ocskay Mihály (1834–1898) kántor és Plinkai Anna fia; az apai nagyszülei Ocskó Antal ókanizsai szűcsmester és Cseh Éva voltak. A Budapesti Tudományegyetemen (mai ELTE) jogi tanulmányokat folytatott, de megszakította énektanulmányai miatt. 1910-ben a Zeneművészeti Főiskolán szerzett diplomát. 1910 és 1914 között Krecsányi Ignác Buda-temesvári színtársulatánál, 1914 és 1919 között a Szegedi Színházban működött. Utána egy évig Debrecenben Heltai Jenőnél lépett föl, majd Budapestre került, ahol előbb a Városi Színház, majd 1921-től 1925-ig az Operaház tagja volt. Mikor szerződését nem újították meg, vendéglőt nyitott, de egy év alatt megbukott, és 1926-ban visszatért Szegedre. Megszerezte a Szegedi Tudományegyetemen a jogi doktorátust és az Országos Munkás Biztosító szegedi központjában titkárként dolgozott. 1928-ban a Szegedi Városi Színház állandó vendégszereplésre szerződtette. 1945-től nyugdíjba vonulásáig is a színházhoz tartozott mint a dramaturgia adminisztrátora. Juhász Gyula költő és Bartók Béla barátja volt. Bartók nála ismerkedett meg Balázs Bélával. 1953-tól az Ódry Árpád Színészotthonban élt.

## Családja
Házastársai:
- 1909. szeptember 30.–1913 között: Escher Mária Terézia.[5] Elváltak 1913-ban. Gyermekük: Ocskay László János (1910–†).[6]
- 1915. május 27.–? között. Hilbert Janka Ilona Franciska énekesnő-színésznő.[7]
- Gömöry Vilma (1885–1962) színésznő.

## Főbb szerepei
- Halévy: Zsidónő – Eleázár
- Bizet: Carmen – Escamillo
- Erkel Ferenc: Bánk Bán – címszerep
- Leoncavallo: Bajazzók (Pagliacci) – Canio
- Puccini: Tosca – Cavaradossi
- Verdi: A trubadúr – Manrico (trubadúr)
- Verdi: Álarcosbál
- Puccini: Pillangókisasszony
- Puccini: Bohémélet
- Offenbach: Hoffmann meséi